# Eileen (Roman)
Eileen (engl. Originaltitel Eileen) ist der erste Roman der US-amerikanischen Schriftstellerin Ottessa Moshfegh. Der Roman erschien 2015 im Penguin Verlag, New York. Die deutsche Erstauflage erschien 2017 im Liebeskind Verlag und wurde von Anke Caroline Burger übersetzt.
Im Roman rekapituliert Eileen Dunlop ihr mysteriöses Verschwinden aus ihrer Heimatstadt in der Weihnachtswoche 1964.

## Inhalt

### Handlung
In einer Kleinstadt in Neuengland im Jahr 1964 wohnt die 24-jährige Eileen Dunlop mit ihrem alkoholkranken und paranoiden Vater in einem heruntergekommenen Haus. Sie hasst sich, die Welt und ihre Heimatstadt, die sie als „X-Ville“ bezeichnet. Ihren mageren Unterhalt verdient sie als Sekretärin in der lokalen Strafvollzugsanstalt für Jungen, die sie in ihrer Erzählung „Moorhead“ – nach einem schlechten Vermieter, den sie Jahre später einmal hatte – nennt.
Ihr trostloses Leben ändert sich zu Beginn der Weihnachtswoche 1964 mit der Ankunft einer neuen Kollegin. Rebecca Saint John kommt am Montag als neue Erziehungsberaterin nach Moorhead. Ihr selbstbewusstes und elegantes Auftreten fasziniert die unsichere Eileen. Sie glaubt in Rebecca eine wahre Verbündete und Freundin gefunden zu haben, die ihr Leben verändern wird. Während des jährlichen Krippenspiels in Moorhead schleicht sich Eileen davon und wandert durch die leeren Gänge der Anstalt in der Hoffnung, Rebecca zu begegnen. Sie findet sich jedoch in der Industrieküche wieder. Als Bestrafung für schlechtes Benehmen müssen die Jungen in der Anstalt Abwaschdienst verrichten und werden in einen umfunktionierten Kühlraum gesperrt, den sie nur fürs Abwaschen und Duschen verlassen dürfen, auch genannt „die Höhle“. Darin befindet sich seit mehreren Wochen Leonard „Lee“ Polk in Einzelhaft. Eileen beobachtet ihn durch das Türfenster, als er sich selbst befriedigt. Sie liest heimlich Lees Akte und wird dabei von Rebecca überrascht, die sich ebenfalls für den Insassen interessiert und seine Akte mit nach Hause nimmt. Der vierzehnjährige Lee wurde wegen Vatermord nach Moorhead gebracht und ist seit seiner Einlieferung stumm. Eileens Vater kannte Lees Vater und verfolgte die Zeitungsartikel über den Mord.
Am nächsten Tag ist Besuchstag in Moorhead. Eileen ist für das Besuchsregister und das Abtasten der weiblichen Besucher zuständig. Zu ihrer Überraschung wird Lee Polk an diesem Tag zum ersten Mal von seiner Mutter, Rita Polk, besucht. Rebecca beobachtet die Interaktion zwischen Lee und seiner Mutter genau und macht sich Notizen. Nach dem Besuch führt Eileen Rita Polk wieder ins Wartezimmer und sieht Rebecca auf Lee einreden. Rebeccas Interesse an Lee macht Eileen eifersüchtig, sie stellt jedoch klar, dass sie nicht lesbisch ist, sich aber nach Rebeccas Anerkennung sehnt.
Am selben Abend verabreden sich Eileen und Rebecca in einer Bar. Während Rebecca von sich erzählt, erwähnt sie auch Lee Polk, ihre Beobachtungen während des Besuchs seiner Mutter und ihre Vermutungen, warum er sich seit seiner Tat zu reden weigert. Ihre Unterhaltung wird von einer Gruppe von Männern unterbrochen, die Rebecca nach ihrem Namen fragen. Sie vertauscht dabei absichtlich ihre Namen, was Eileens Gefühle der Verbundenheit und Verehrung gegenüber Rebecca verstärkt. Die beiden tanzen zusammen und betrinken sich. Nachdem sich Rebecca verabschiedet hat, geht Eileen wieder zurück in die Bar und trinkt weiter. Sie erwacht am nächsten Morgen in ihrem Auto, das sie vor ihrem Haus in eine Schneewehe gefahren hatte, mit ihrem gefrorenen Erbrochenen neben sich. Ihre Handtasche und Autoschlüssel sind verschwunden. Da die Haustür verschlossen ist und ihr Vater ihre Rufe ignoriert, klettert sie durch ein Wohnzimmerfenster in das Haus. Eileens Vater weigert sich, ihr die Autoschlüssel zurückzugeben und fängt einen Streit an. Eileen unterwirft sich ihm jedoch nicht, wie sonst immer und beharrt auf die Schlüssel, was ihren Vater nur noch wütender macht und weshalb er Gegenstände nach ihr wirft. Er beschuldigt sie, sich mit einem Mann getroffen zu haben anstatt einer Kollegin. Eileen lügt ihn an und sagt ihr Freund heiße Leonard. Dieses Geständnis bringt ihren Vater dazu, ihr doch zu sagen, wo sie die Autoschlüssel findet. Eileen entdeckt ihre Handtasche im Müll und fährt mit dem Auto zurück zur Bar, um sich eine Flasche Gin für ihren Vater auszuborgen, da der Schnapsladen noch geschlossen ist. Zuhause putzt sie ihr Erbrochenes aus dem Auto und geht duschen. Bevor sie zur Arbeit aufbrechen kann, steht ein Polizeiwagen in der Einfahrt. Der Beamte berichtet ihr, dass ihr Vater am Vortag vom Fenster aus mit seinem Revolver auf vorbeigehende Schulkinder gezielt hatte und ihm daher die Waffe abgenommen werde. Er willigt jedoch ein, dass Eileen den Revolver verwahren darf und übergibt ihr den Revolver. Sie steckt ihn in ihre Handtasche und fährt zur Arbeit. In der Anstalt fragt Rebecca Eileen, ob sie bereits etwas am Heiligabend vorhätte. Eileen hatte seit Jahren nicht mehr Weihnachten gefeiert und wird von Rebecca zu sich nach Hause eingeladen. Eileen verlässt, ohne es zu wissen, an diesem Tag zum letzten Mal Moorhead.
Am Heiligabend wartet Eileen auf Rebeccas Anruf. Am Nachmittag wird sie von ihrem Vater geweckt, der Rebecca am Telefon hat. Eileen notiert sich Rebeccas Adresse und macht sich auf den Weg zu ihr. Ihre Vorstellungen davon, dass Rebecca in einem schicken Apartment in einem hübschen Stadtteil lebt, werden bald zerstört, als sie sich in dem Armenviertel von X-Ville wiederfindet. Rebecca öffnet Eileen die Tür und wirkt dabei eigenartig und konfus. Das Haus ist verschmutzt und unordentlich wie Eileens eigenes Haus, trotzdem findet sie das Chaos etwas seltsam. Die zwei unterhalten sich, jedoch merkt Eileen schnell, dass Rebeccas etwas beschäftigt und sie abwesend ist. Enttäuscht von Rebeccas Desinteresse an ihr will sie sich frühzeitig verabschieden. Rebecca überredet sie jedoch zu bleiben. Sie erzählt ihr von ihrer Frustration durch ihre neue Arbeitsstelle und ihr Verlangen wirklich etwas zu bewegen und den Insassen zu helfen. Sie hatte sich dem Fall von Lee Polk zugewandt und herausgefunden, dass er in Einzelhaft gesteckt worden war, weil er sich selbst befriedigte. Beim weiteren Studieren seiner Akte hatte sie ein Foto von dem ermordeten Mr. Polk gefunden und die Aussage von Mrs. Polk, nichts von der Tat mitbekommen zu haben. Als Teil ihrer weiteren Untersuchung hatte sie Mrs. Polk zum Gespräch mit ihrem Sohn eingeladen. Nach dem Gespräch war Rebecca klar geworden, dass etwas Abartiges in der Familie vor sich ging und sie hatte Lee gefragt, ob er von seinem Vater missbraucht wurde. Das hatte gereicht, damit Lee ihr die ganze Geschichte erzählt hatte, wie er von seinem Vater missbraucht wurde und seine Mutter davon wusste und ihm Einläufe verabreichte. Rebecca war somit das Motiv von Lee klar, nur die Gründe, warum Mrs. Polk nichts gegen den Missbrauch ihres eigenen Sohnes getan hatte, sind ihr unerklärlich. Für Eileen sind die Hintergründe der Familie Polk uninteressant, sie ist nur froh in Rebeccas Machenschaften eingeweiht zu werden. Rebecca beichtet Eileen, dass sie sich gerade im Haus der Polk-Familie befinden, mit Rita Polk gefesselt im Keller. Rebecca ist überzeugt davon, noch ein Geständnis aus Mrs. Polk herauszubekommen, wenn Eileen ihr dabei hilft. Eileen ist zwar von Rebeccas manipulativem Plan, sie zu ihrer Komplizin zu machen, verletzt, hört sich jedoch Rebeccas Gründe für ihren Überfall an.
Am Vormittag des Heiligabends war Rebecca zu dem Polk-Haus gefahren und hatte Rita Polk mit ihren Entdeckungen konfrontiert. Diese hatte jedoch jegliche Schuld bestritten und die Situation war eskaliert. Rebecca hatte Mrs. Polk überwältigt und sie im Keller gefesselt. Eileen hat nun die Idee, Mrs. Polk mit dem Revolver ihres Vaters zu bedrohen, den sie noch immer in ihrer Handtasche mit sich trägt. Um von Rita Polk nicht wiedererkannt zu werden und bedrohlicher zu wirken, wickelt sich Eileen ihren Schal um das Gesicht. Gemeinsam gehen Rebecca und Eileen mit dem Revolver in der Hand in den Keller zu Mrs. Polk. Eileen spielt die knallharte Komplizin vor Mrs. Polk und bedrängt sie mit dem Revolver. Eingeschüchtert und verzweifelt willigt Mrs. Polk ein, ein Geständnis abzugeben. Rebecca lässt sie und Eileen kurz allein, um Papier zu holen, um ihr Geständnis schriftlich festzuhalten. Währenddessen beichtet Rita Polk Eileen ihre ganze Geschichte, wie sie ihren Mann in Lees Bett vorgefunden und anschließend regelmäßige Entzündungen im Intimbereich nach dem Geschlechtsverkehr mit ihrem Mann bekommen hatte. Sie war zu dem Schluss gekommen, dass wenn Lee sauber wäre, sie weiter die Zuneigung ihres Mannes genießen konnte. Sie fand heraus, welche Lebensmittel gut verdaulich sind und wie man Einläufe verabreicht. Mit der Zeit hatte sie zwar verstanden, dass es nicht richtig war was sie da taten, hatte aber nicht gewusst, was sie dagegen tun sollte.
Rebecca taucht wieder auf und verlangt, dass Rita ihr Geständnis wiederholt und aufschreibt. Eileen ist selbst zu schockiert, um die Geschichte zu wiederholen, was Rebecca wütend macht. Eileen nimmt sich den Schal vom Gesicht und wird von Rita Polk erkannt. Rebecca nimmt ihr den Revolver weg, doch er fällt ihr auf den Boden, ein Schuss löst sich und trifft Rita Polk am rechten Arm. Rebecca und Mrs. Polk geraten in Panik, während Eileen wieder den Revolver aufhebt. Sie schmiedet den Plan, Rita zu sich nach Hause zu bringen, sie dort zu erschießen, ihrem Vater, der wahrscheinlich besinnungslos betrunken ist, die Waffe in die Hand zu legen und ihm so den Mord anzuhängen, um mit Rebecca aus X-Ville zu verschwinden. Ihr scheint dies der beste Ausweg für alle Beteiligten zu sein. Ihr Vater würde in dem Glauben, eine unschuldige Frau ermordet zu haben, möglicherweise sein Leben ändern oder in ein Krankenhaus eingewiesen werden. Rita bekäme ihre Strafe und Eileen würde endlich die Motivation haben, aus X-Ville zu verschwinden mit ihrer neuen Freundin Rebecca an ihrer Seite. Rebecca willigt ein und verabreicht Mrs. Polk gewaltsam die Beruhigungspillen von Eileens Mutter und beide tragen die bewusstlose Frau in Eileens Auto. Sie entscheiden sich dazu, dass Rebecca im Polk-Haus zurückbleibt und ihre Spuren verwischt, während Eileen Mrs. Polk zu sich nach Hause fährt, erschießt und ihrem Vater die Waffe unterjubelt. Sie würde dann auf Rebecca warten, die ihr versichert, dass die beiden Frauen gemeinsam überall hinkönnen, bevor Eileen sich begeistert auf den Weg macht.
Zuhause angekommen lässt Eileen Mrs. Polk zusammengesunken im Beifahrersitz sitzen und trifft im Haus auf ihren noch betrunkenen Vater. Um seine Wahnvorstellungen zu beruhigen, gibt Eileen ihm eine Flasche Gin und bringt ihn ins Bett. Auf Rebecca wartet sie nicht, da ihr klar geworden ist, dass Rebecca ein Feigling ist und wahrscheinlich bereits die Stadt verlassen hatte. Eileen verlässt X-Ville an diesem Weihnachtsmorgen mit dem Revolver, ihrem Ersparten und Mrs. Polk auf dem Beifahrersitz. Auf dem Highway Richtung Norden fährt sie auf den Straßenrand und überlässt Mrs. Polk den Abgasen ihres laufenden Motors bei geschlossenen Fenstern. Sie geht einige Meilen bis zu einer Kreuzung, lässt sich mit nach Süden nehmen und beginnt ihr neues Leben.

### Personen

#### Eileen Dunlop
Eileen ist vierundzwanzig und hasst sich und ihr Leben, das von Empathielosigkeit und unterdrückten Aggressionen geprägt ist. Sie träumt davon, ihre Kleinstadt hinter sich zu lassen und ein neues, aufregendes Leben anzufangen. Sie lebt mit ihrem alkoholkranken und paranoiden Vater zusammen, ein ehemaliger Polizist, der Eileen mehr als seine Haushälterin und Pflegerin sieht als seine Tochter. Auch ihre Beziehung zu ihrer Schwester Joanie ist distanziert. Als ihre Mutter krank geworden war, hatte Eileen das College verlassen, um sich um sie zu kümmern. Nach dem Tod ihrer Mutter beginnt sie in der lokalen Strafvollzugsanstalt als Sekretärin zu arbeiten. Sie hat nur wenig Interesse an ihrem Beruf und ihren Kollegen, mit der Ausnahme von Randy, einem Gefängniswärter. Obwohl sie sich selbst als prüde beschreibt, fantasiert sie von Randy und stellt ihm in ihrer Freizeit nach.
Eileen isst kaum etwas, um ihren Körper davon abzuhalten, seine weibliche Form anzunehmen. Ihr ist ihr eigener Körper unangenehm, jedoch hegt sie eine Faszination für alle grotesken Eigenschaften und Funktionen ihres Körpers und der Körper der Anderen. Einzig ihre Darmfunktion, die sie nur mehr mit Abführmitteln steuern kann, bringt ihr körperliches Vergnügen. Um weiter von sich selbst abzulenken, hatte sie nach dem Tod ihrer Mutter angefangen, ausschließlich deren Kleidung, Schmuck und Schuhe zu tragen.
Ihr größter Stolz ist ihr Auto, ein alter mattgrüner Dodge Coronet. Im Handschuhfach bewahrt sie eine tote Feldmaus auf, die sie erfroren auf ihrer Veranda gefunden hatte. Sie sieht sie als eine Art Glücksbringer an. Um zu verhindern, dass ihr paranoider Vater das Haus verlässt und durch die Stadt streift, hatte Eileen alle seine Schuhe in den Kofferraum des Wagens gepackt. Sie gibt sie ihm nur an Sonntagen wieder, um ihn unter Aufsicht ihrer Tante in die Kirche gehen zu lassen.
Durch ihren Selbsthass und ihre Einsamkeit ist sie umso empfänglicher für Rebeccas Manipulation. Die selbstbewusste Frau schafft es mit wenigen Nettigkeiten, Eileen komplett um den Finger zu wickeln und sie dazu zu bringen, ihr bei einem Verbrechen zu helfen.

#### Rebecca Saint John
Rebecca kommt am Montag der Weihnachtswoche 1964 nach Moorhead als Erziehungsberaterin. Sie ist groß, mit langen schlanken Beinen und rotem Haar. Eileen ist sofort fasziniert von ihrer Schönheit und Eleganz, sogar beim Zigaretten rauchen.
In der Bar erzählt sie Eileen von ihrer Kindheit, dass ihre Eltern früh gestorben waren und sie bei ihrem Onkel an der Westküste aufgewachsen war und von ihrer Zeit in Harvard. Mit ihrem Selbstbewusstsein und ihrer Weltgewandtheit scheint Rebecca das genaue Gegenteil von Eileen zu sein. In ihrem Versuch, die Strafvollzugsanstalt zu reformieren, stößt sie jedoch schnell an die gesetzlichen Grenzen und verführt Eileen, ihre Komplizin bei einem Verbrechen zu werden.

## Entstehung
Moshfegh gab in einem Interview preis, sie habe Eileen nur geschrieben, um kommerziellen Erfolg zu erreichen. Sie kaufte sich Alan Watts Buch The 90-Day Novel („Der 90-Tage Roman“), eine Anleitung, wie man innerhalb von 90 Tagen einen guten Roman verfasst. Moshfegh gab nach 60 Tagen auf und schrieb nach ihren eigenen Regeln den Roman zu Ende.

## Erzählstruktur
Die Ich-Erzählerin, die einst Eileen war, erzählt die Geschichte ihres jüngeren Ichs viele Jahrzehnte später. Da hier eine alte Frau aus ihrer Jugend und ihren Erinnerungen erzählt, verläuft die Geschichte selten linear, sondern ist fokussiert auf Eileen und ihre Dauerschleife an Erniedrigungserlebnissen. Das Verbrechen, auf das bereits von Anfang an angespielt wird, passiert schnell und ohne Spannung.

## Rezeption

### Auszeichnungen
Eileen wurde 2016 mit dem Hemingway Foundation PEN Award ausgezeichnet und stand im selben Jahr auf der Shortlist des Man Booker Prize.

### Adaptionen
Für die Verfilmung von Eileen arbeitete Ottessa Moshfegh gemeinsam mit Luke Goebel an dem Drehbuch. In den Hauptrollen sind zu sehen Anne Hathaway als Rebecca Saint John und Thomasin McKenzie als Eileen. Die Dreharbeiten endeten im Februar 2022 in New Jersey.

### Ausgaben
- Ottessa Moshfegh: Eileen. Penguin Random House, New York 2015, ISBN 978-1-59420-662-7
- Ottessa Moshfegh: Eileen. Liebeskind, 2017, ISBN 978-3-95438-081-7
- Ottessa Moshfegh: Eileen. Verlagsgruppe Random House, München 2020, ISBN 978-3-442-71944-0, übersetzt von Anke Caroline Burger